# Huke
huke（フケ、本名：福家亮平（ふけ りょうへい）、1981年4月20日 - ）は、日本のイラストレーター。チームフルメカ所属。supercellのメンバーの一人。

## 概要
中学卒業後、アニメーション系の専門学校を経て、ゲームメーカーに入社、そこでキャラクターデザインを手がける。退社後フリーのイラストレーターとして活動を始める。広告のイラストやデザインを手がけた後、メタルギアソリッドシリーズ（コナミデジタルエンタテインメント）のイラストや漫画を手がけつつ、個人的にブログやpixivなどでイラストを公開する。その中の一つ、『ブラック★ロックシューター』は、supercellのryoによって曲がつけられたことで注目が集まり、2009年にフィギュア化、2010年にはアニメ化、2011年にはゲーム化されることとなった。
『ブラック★ロックシューター』が注目を集めたことがきっかけでhukeがキャラクターデザインを手掛けることになったコンシューマー向けゲームソフト『STEINS;GATE』も、テレビアニメ化が行われるなどヒット作となっている。

## 主な作品

### ゲーム
- メタルギアソリッド3（説明書漫画）
- メタルギアソリッド4（キャラクターデザイン）
- メタルギアソリッド ポータブル・オプス（キャラクターデザイン、キャラクターデザインサポート等）
- メタルギアソリッド ポータブル・オプス+（追加兵士デザイン）
- メタルギアアシッド2（web販促漫画）
- STEINS;GATE シリーズ（キャラクターデザイン、パッケージイラスト）
- Fate/EXTRA（宝具デザイン）
- Fate/Grand Order（一部キャラクターデザイン[3]）
- アリスオーダー（メインビジュアル）
- Death end re;Quest（ルーデンスキャラクターデザイン原案）

### イラスト
- supercell『うたかた花火/星が瞬くこんな夜に』（ジャケットイラスト）
- 泉和良『エレGY』（表紙イラスト）
- 泉和良『私のおわり』（表紙イラスト）
- 泉和良『ジスカルド・デッドエンド』（表紙イラスト）
- ブラッドラッド（アニメ第1話エンドカード）
- 俺の妹がこんなに可愛いわけがない（アニメ第14話エンディングイラスト)
- 僕は友達が少ない（アニメ第5話エンドカード）
- supercell『僕らのあしあと/告白』（ジャケットイラスト）

### 画集
- BLK

### その他
- ブラック★ロックシューター（原作）
- RWBY 氷雪帝国（アニメーションキャラクター原案）